# Lana Parrilla
Lana Maria Parrilla (sinh ngày 15 tháng 7 năm 1977) là một nữ diễn viên người Mỹ. Parrilla được biết tới qua các vai diễn trên TV. Cô từng là diễn viên quen thuộc trong mùa 5 của chuỗi phim truyền hình Spin City của đài ABC từ năm 2000 đến 2001. Sau đó cô tham gia đóng bộ phim Boomtown (2002-2003), Windfall (2006), Swingtown (2008) và đóng vai Bác sĩ Eva Zambrano trong chuỗi phim truyền hình Miami Medical (2010). Cô cũng từng đóng vai Sarah Gavin của mùa thứ 4 chuỗi phim truyền hình 24 của đài Fox năm 2005. Từ năm 2011 đến 2018, Parrilla đóng vai nhân vật Hoàng hậu độc ác/ Regina Mills trong chuỗi phim truyền hình viễn tưởng, Once Upon a Time. Năm 2016, Parrilla thắng giải Giải thưởng Lựa chọn Thiếu niên với đề cử cho Diễn viên nữ phim truyền hình viễn tưởng được yêu thích nhất.

## Thời thơ ấu
Parrilla sinh ra ở Brooklyn, New York năm 1977. Mẹ cô, Dolores Dee Azzara, có gốc gác người Do Thái Sicillia và cha cô là Sam Parrilla (1943-94), một cầu thủ bóng chày chuyên nghiệp trong suốt 11 năm (1963-73) sinh ra ở Puerto Rico, 1 năm trong số đó ông chơi với tư cách là cầu thủ khu vực ngoài (1970) cho đội bóng chày Major League Philadelphia Phillies. Bên cạnh đó Parrilla là cháu gái của diễn viên sân khấu kịch Broadway Mỹ và diễn viên truyền hình Candice Azzara.
Cô lớn lên ở Boerum Hill và tốt nghiệp trường trung học Fort Hamilton ở Bay Ridge.
Lana theo học diễn xuất tại trường Beverly Hills Playhouse ở Los Angeles - California.

## Sự nghiệp

### 1999-2010

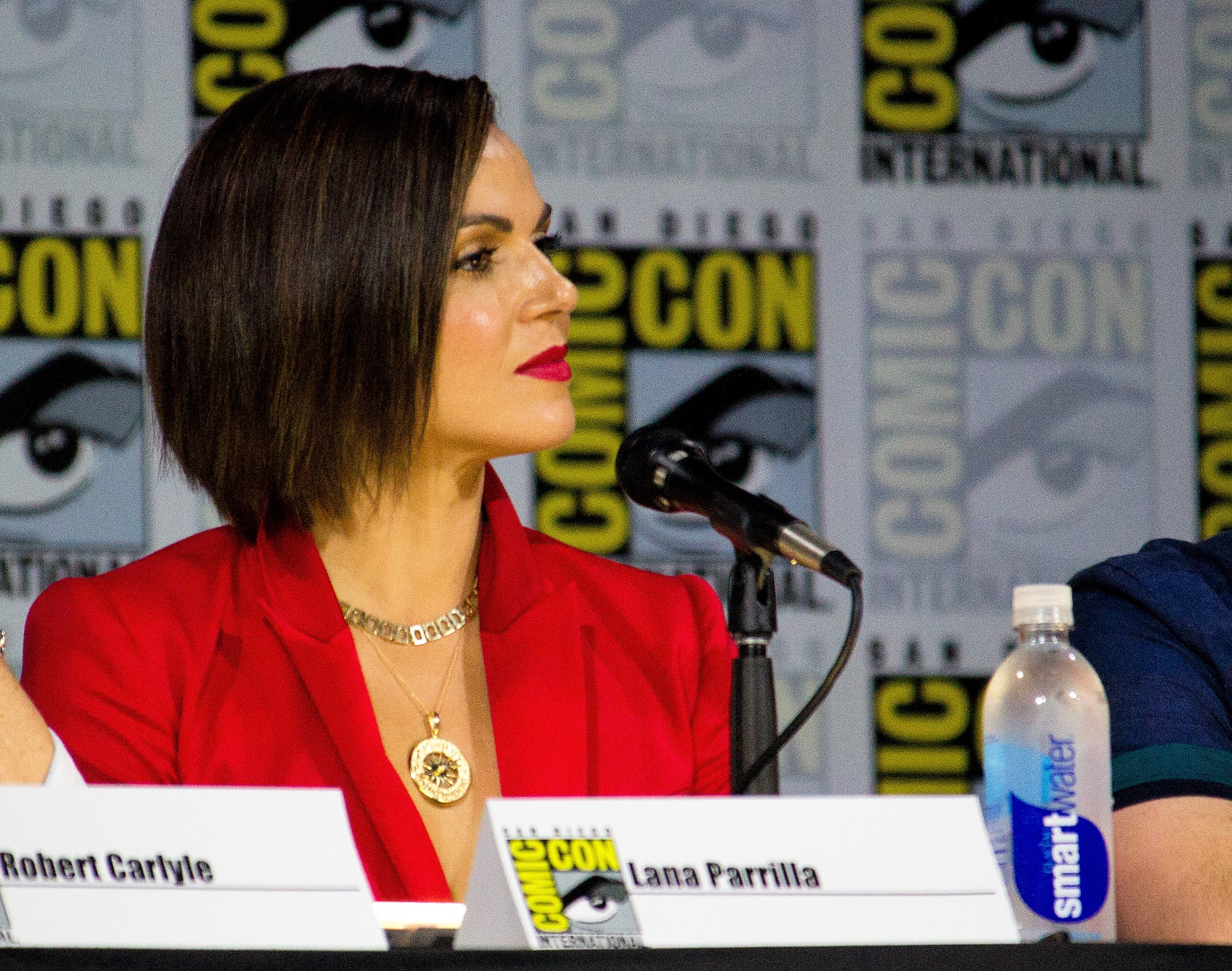
Parrilla tại Comic Con 2017 ở San Diego

Vào những năm đầu của sự nghiệp, Parrilla xuất hiện trên nhiều phim điện ảnh bao gồm Very Mean Men (2000), Spiders (2000), và Frozen Stars (2003). Cô ra mắt công chúng phim truyền hình năm 1999, qua bộ phim truyền hình dài tập Grown Ups của đài UPN. Năm 2000, cô tham gia dàn diễn viên của bộ phim truyền hình hài kịch Spin City của đài ABC, với vai diễn Angie Ordonez trong một phần. Cô ngừng tham gia phim này năm 2001. Sau đó cô tham gia cùng Donnie Wahlberg và Neal McDonough trong phim ngắn tâm lý tội phạm Boomtown, cô nhận được giải thưởng Imagen Award cho đề cử Diễn viên phụ xuất sắc nhất nhờ vai diễn khắc họa nhân vật Teresa, một nhân viên y tế. Sau khởi đầu thành công, Boomtown bắt đầu gặp khó khăn, và nhân vật của Parrilla trở thành một sai lầm kinh điển khi đã gắn nhân vật này chặt chẽ hơn với chương trình. "Boomtown" đã bị hủy sau khi công chiếu hai tập đầu mùa thứ 2.

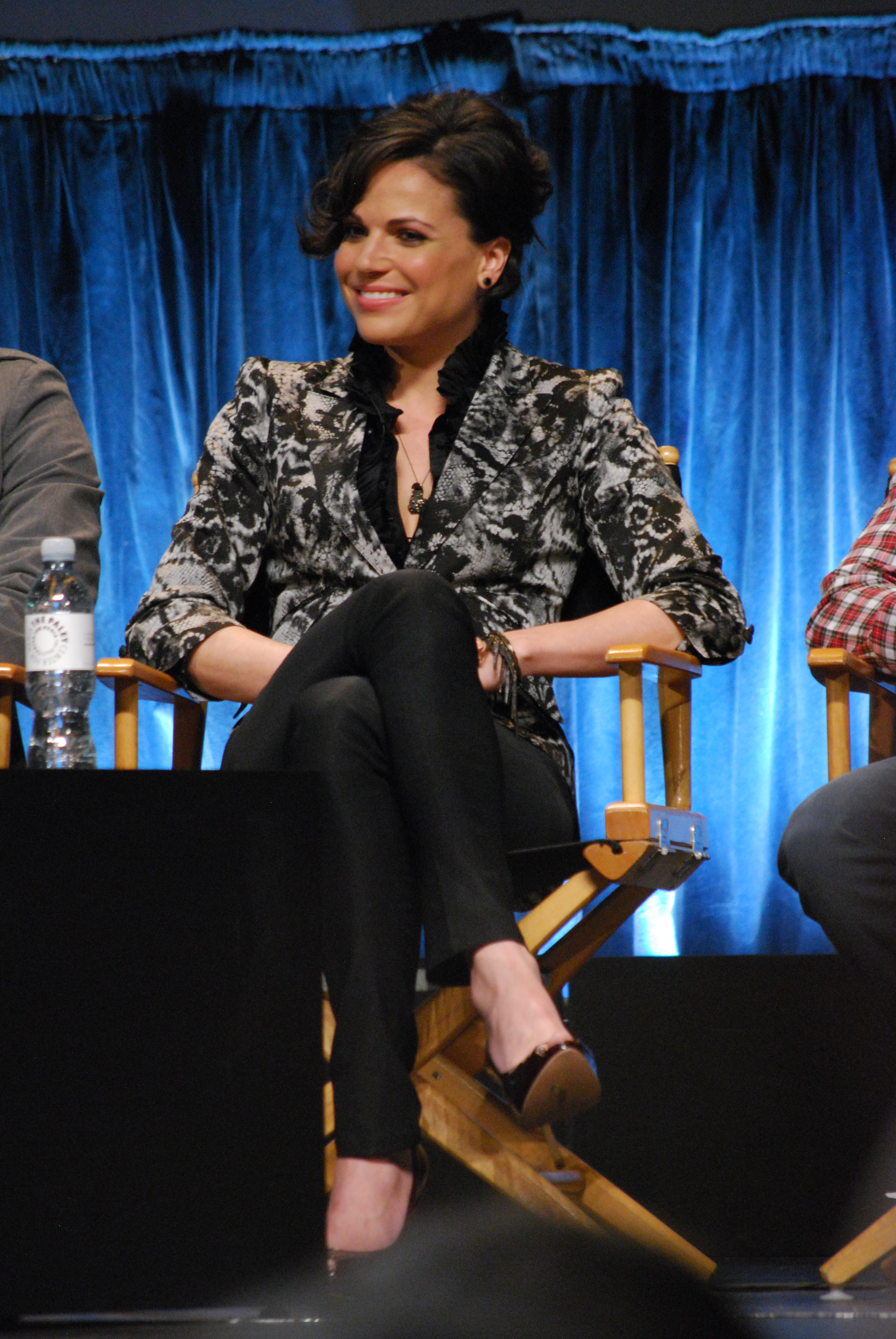
Parrilla vào tháng 3 năm 2012

Parrilla tham gia với vai trò diễn viên khách mời trong một vài chương trình truyền hình tâm lý khác, bao gồm JAG, Six Feet Under, Covert Affairs, Medium, The Defenders và Chase. Trong NYPD Blue, cô xuất hiện với vai diễn định kỳ là Viên cảnh sát Janet Grafton năm 2004. Năm 2005, Parrilla cũng xuất hiện với vai trò diễn viên khách mời định kỳ trong chuỗi phim truyền hình dài tập 4 mùa của đài Fox với nhân vật Sarah Gavin, một điệp vụ của bộ phận đối phó với khủng bố. Sau chỉ 6 tập, Lana trở thành diễn viên chính thức của dàn diễn viên, nhưng trong tập thứ 13, nhân vật của cô đã ngừng xuất hiện sau khi nhân vật này cản trở sự thăng chức của một nhân vật khác từ Đội trưởng CTU tạm thời lên chính thức Michelle Dessler (Reiko Aylesworth).
Năm 2006, Parrilla tham gia chuỗi phim truyền hình Windfall của đài NBC cùng Luke Perry, trước đó cũng từng đóng vai Sarah Wynter của 24, và vai Jason Gedrick cùng Parrilla trong Boomtown. Năm 2007, cô tham gia mùa 3 của phim Lost thuộc đài ABC với vai diễn khách mời, Greta trong tập "Greatest Hits" và "Through the Looking Glass". Năm 2008, cô có được vai diễn chính trong bộ phim The Double Life of Eleanor Kendall của Lifetime, vai diễn của cô là nhân vật Nellie, một người phụ nữ đã ly hôn bị cướp mất danh tính. Cũng trong năm 2008, cô tham gia bộ phim truyền hình dài tập mùa hè Swingtown của đài CBS với vai diễn Tina Decker, một người phụ nữ là một trong số những cặp đôi Swinging. Năm 2010, Parrilla có một vai diễn chính trong bộ phim dài tập được sản xuất bởi Jerry Bruckheimer của đài CBS, Miami Medical, bộ phim được chiếu trong thời gian ngắn cuối năm 2009-10 trước khi bị dừng lại vào tháng 7 năm 2010. Windfall, Swingtown và Miami Medical cũng đều bị dừng lại sau 13 tập.

### 2011--hiện tại

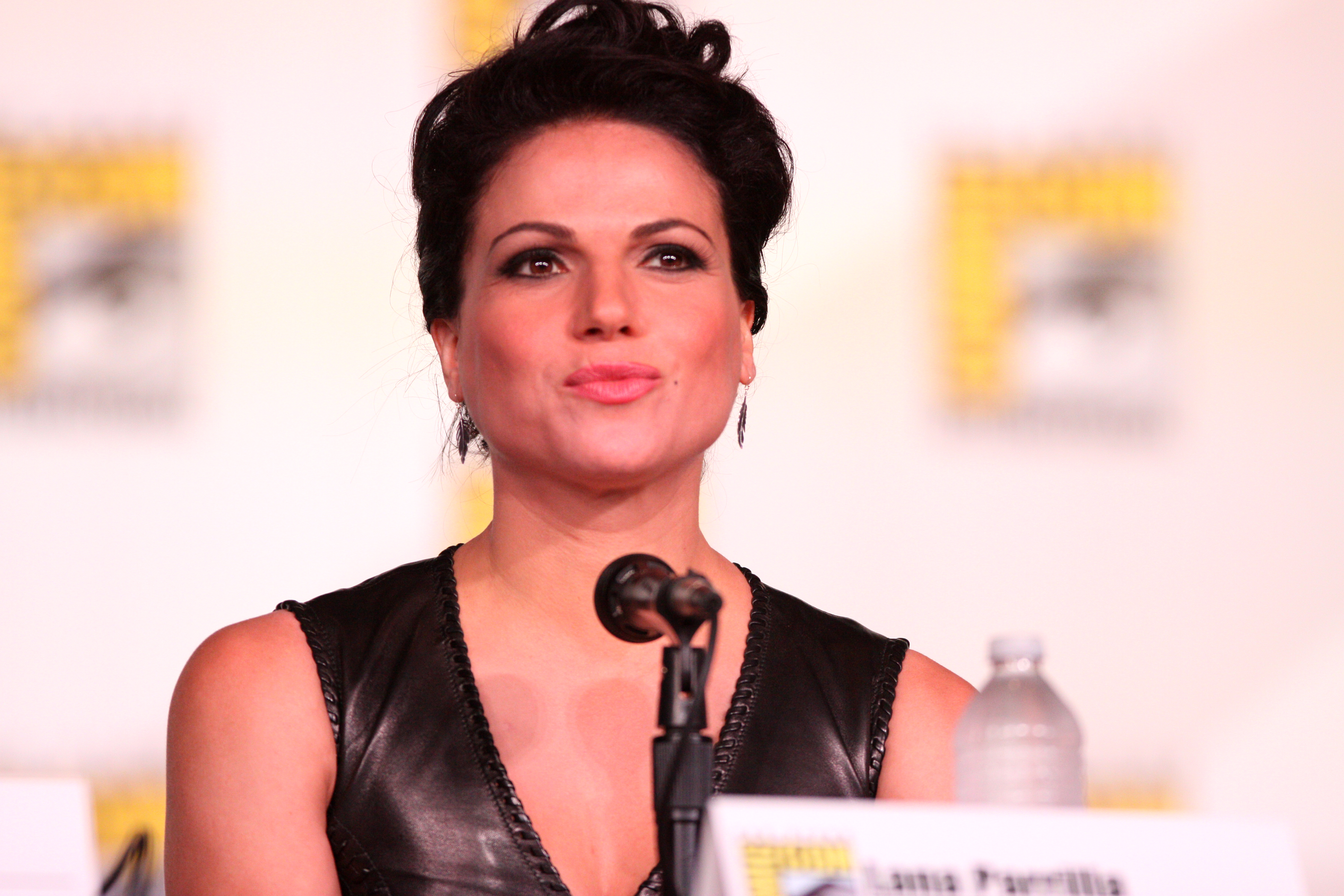
Parrilla năm 2012

Vào tháng 2 năm 2011, cô được nhận với vai diễn Thị trưởng Regina Mills/Hoàng hậu độc ác, của bộ phim tâm lý kịch tính viễn tưởng dài tập Once Upon A Time được biên kịch bởi Edward Kitsis và Adam Horowitz. Bộ phim ra mắt công chúng vào tháng 10 năm 2011. Tập đầu tiên đã đạt được 12.93 triệu lượt xem và đạt được sự đánh giá/chia sẻ là 4.0/10 từ khán giả trong lứa tuổi 18-49 trong thời gian chiếu mùa đầu tiên, nhận được nhận xét tích cực và sự ưa thích thì các nhà bình luận.
Sự thể hiện của Parrilla cũng nhận được nhiều nhận xét tích cực từ các nhà bình luận. Trong năm 2012 và 2013, cô được nhắc đến là một người được đề cử khá hứa hẹn với giải thưởng Emmy Award cho đề cử Diễn viên nữ phụ nổi bật nhất trong chương trình truyền hình kịch tính, dù cô không nhận được đề cử. Cô đã thắng giải TV Guide Award cho đề cử Diễn viên phản diện được yêu thích nhất và giải ALMA Award cho đề cử Diễn viên nổi bật nhất trong phim truyền hình dài tập kịch tính năm 2012. Parrilla cũng nhận được một đề cử cho Diễn viên nữ phụ ấn tượng nhất của truyền hình từ giải thưởng 38th Saturn Awards. Nhờ có vai diễn trong Once Upon a Time, Parrilla đã nhận được một số lượng lớn người hâm mộ quanh thế giới và tiếp tục tham gia các sự kiện gặp gỡ người hâm mộ.

## Đời tư
Parrilla đính hôn với Alfredo Di Blasio, giám đốc của một hãng công nghệ điện tử, vào ngày 28 tháng 4 năm 2013, trong khi đi du lịch ở Israel.
Họ kết hôn vào ngày 5 tháng 7 năm 2014 tại British Columbia.
Họ ly hôn vào ngày 5 tháng 11 năm 2018, Parrilla đã tiết lộ điều này trong một bài đăng tại tài khoản Instagram của cô vào ngày 13 tháng 4 năm 2019.

## Danh sách phim

### Điện ảnh
| Năm  | Tên Phim          | Vai diễn                | Ghi chú                      |
| ---- | ----------------- | ----------------------- | ---------------------------- |
| 2000 | Very Mean Men     | Teresa                  |                              |
| 2000 | Spiders           | Marci Eyre              |                              |
| 2001 | Semper Fi         | Female Series Commander |                              |
| 2003 | Frozen Stars      | Lisa Vasquez            |                              |
| 2005 | One Last Ride     | Antoinette              |                              |
| 2020 | The Tax Collector |                         | Hiện đang ở giai đoạn hậu kỳ |

### Truyền hình
| Năm     | Tên Phim                           | Vai diễn                     | Ghi chú |
| ------- | ---------------------------------- | ---------------------------- | --- |
| 1999    | Grown Ups                          | Bồi bàn                      | Trong tập phim: "Truth Be Told", "J Says" |
| 2000    | Rude Awakening                     | Nurse Lorna                  | Trong tập phim: "Telltale Heart pt.1" |
| 2000–01 | Spin City                          | Angie Ordonez                | Diễn viên chính thức trong 21 tập phim |
| 2002    | JAG                                | Trung Úy Stephanie Donato    | Trong tập phim: "Head to Toe" |
| 2002    | The Shield                         | Sedona Tellez                | Trong tập phim: "Circles" |
| 2002–03 | Boomtown                           | Teresa Ortiz                 | Giải thưởng Imagen Award cho Diễn viên nữ phụ ấn tượng nhất |
| 2004    | NYPD Blue                          | Viên cảnh sát Janet Grafton  | Xuất hiện định kỳ trong ba tập phim |
| 2004    | Six Feet Under                     | Maile                        | Trong tập phim: "Terror Starts at Home", "The Dare" |
| 2005    | 24                                 | Sarah Gavin                  | Xuất hiện định kỳ trong vai trò diễn viên khách mời / diễn viên chính thức, 12 tập phim |
| 2006    | Windfall                           | Nina Schaefer                | Diễn viên chính thức trong 13 tập phim |
| 2006    | Lost                               | Greta                        | Trong tập phim: "Greatest Hits", "Through the Looking Glass" |
| 2008    | Swingtown                          | Trina Decker                 | Diễn viên chính thức trong 13 tập phim |
| 2008    | The Double Life of Eleanor Kendall | Nellie Givens                | Phim truyền hình |
| 2010    | Miami Medical                      | Bác sĩ Eva Zambrano          | Diễn viên chính thức trong 13 tập phim |
| 2010    | Covert Affairs                     | Julia Suarez                 | Trong tập phim: "South Bound Suarez" |
| 2010    | Medium                             | Lydia Halstrom               | Trong tập phim: "The Match Game" |
| 2010    | The Defenders                      | Betty                        | Trong tập phim: "Las Vegas vs. Johnson" |
| 2011    | Chase                              | Isabella                     | Trong tập phim: "Narco: Part 1" |
| 2011–18 | Once Upon a Time                   | Regina Mills Evil Queen Roni | Đảm nhận vai diễn chính trong 156 tập phim Giải thưởng Teen Choice Award cho Diễn viên nữ truyền hình: Kỳ bí-Viễn tưởng Giải thưởng ALMA Award cho Diễn viên nữ truyền hình nổi bật - Kịch tính Giải thưởng TV Guide Award cho Vai diễn phản diện được yêu thích nhất Đề cử - Teen Choice Award cho Vai diễn truyền hình phản diện được yêu thích nhất Đề cử - Teen Choice Award cho Vai diễn phản diện truyền hình được yêu thích nhất Đề cử - Saturn Award cho Diễn viên nữ phụ ấn tượng nhất của phim truyền hình Đề cử - TV Guide Award cho Vai diễn phản diện được yêu thích nhất |

## Giải thưởng và đề cử
| Năm  | Giải thưởng                                                                         | Tên phim được đề cử | Kết quả    |
| ---- | ----------------------------------------------------------------------------------- | ------------------- | ---------- |
| 2003 | Imagen Award cho Diễn viên nữ phụ ấn tượng nhất                                     | Boomtown            | Thắng giải |
| 2008 | ALMA Award cho Diễn viên nổi bật nhất trong phim truyền hình dài tập kịch tính      | Swingtown           | Đề cử      |
| 2012 | TV Guide Award cho Vai diễn phản diện được yêu thích nhất                           | Once Upon a Time    | Thắng giải |
| 2012 | Saturn Award cho Vai diễn nữ phụ ấn tượng nhất của phim truyền hình                 | Once Upon a Time    | Đề cử      |
| 2012 | Teen Choice Award cho Vai diễn phản diện được yêu thích nhất phim truyền hình       | Once Upon a Time    | Đề cử      |
| 2012 | ALMA Award cho Nữ diễn viên truyền hình kịch tính ấn tượng nhất                     | Once Upon a Time    | Thắng giải |
| 2013 | NHMC Impact Award                                                                   | Once Upon a Time    | Thắng giải |
| 2013 | Teen Choice Awards cho Vai diễn phản diện được yêu thích nhất của phim truyền hình  | Once Upon a Time    | Đề cử      |
| 2013 | Imagen Foundation Award cho Nữ diễn viên ấn tượng nhất của phim truyền hình         | Once Upon a Time    | Đề cử      |
| 2016 | Teen Choice Award cho Nữ diễn viên truyền hình viễn tưởng kỳ bí được bình trọn      | Once Upon a Time    | Thắng giải |
| 2017 | Teen Choice Award cho Nữ diễn viên phim truyền hình viễn tưởng kỳ bí được bình trọn | Once Upon a Time    | Đề cử      |
| 2018 | Teen Choice Award cho Nữ diễn viên phim truyền hình viễn tưởng kỳ bí được bình trọn | Once Upon a Time    | Đề cử      |